# Hasta que nos volvamos a encontrar (película de 1950)
Hasta que nos volvamos a encontrar (また逢う日まで Mata au hi made?) es una película dramática y antibelicista japonesa de 1950 dirigida por Tadashi Imai y escrita por Yōko Mizuki. Está basada en la novela Pierre et Luce de Romain Rolland y protagonizada por Eiji Okada en el papel de Tajima Saburo y Yoshiko Kuga como Ono Keiko.

## Sinopsis
El primer encuentro entre Saburo y Keiko tiene lugar en el metro durante un ataque aéreo. Cuando Japón estaba en medio de la guerra. Pero el corazón de los jóvenes anhela la primavera, la humanidad. Saburo es ajeno al ambiente de su familia, a la severidad de su padre. Se siente más atraído por la alegre y amigable familia de Keiko; sin embargo, solo son dos: Keiko y su madre, que trabaja en una fábrica. Saburo sólo se alegra cuando está con Keiko. Ella quiere ser artista, pero la pobreza le impide estudiar. Sólo dibuja retratos de transeúntes en la calle.
La situación militar de Japón se está volviendo cada vez más complicada. Llega el día en que Saburo, junto con un grupo de estudiantes, debe ir al frente. Los jóvenes tienen una última cita, pero Saburo no acude: ya que ocurrió un accidente en casa: la esposa de su hermano sufrió una distensión durante las clases de defensa aérea y tuvo un aborto espontáneo. Keiko llega al lugar de encuentro. Una bomba que cae cerca le quita la vida de repente. Saburo se va al frente y Keiko no va a despedirlo. La guerra está terminando. Saburo muere en el frente. Su retrato, que una vez pintó Keiko, cuelga en un marco negro.

## Reparto
- Yoshiko Kuga como Ono Keiko
- Eiji Okada como Tajima Saburo
- Osamu Takizawa como Tajima Eisaku
- Akitake Kōno como Tajima Jiro
- Akiko Kazami como Masako
- Haruko Sugimura como Ono Suga

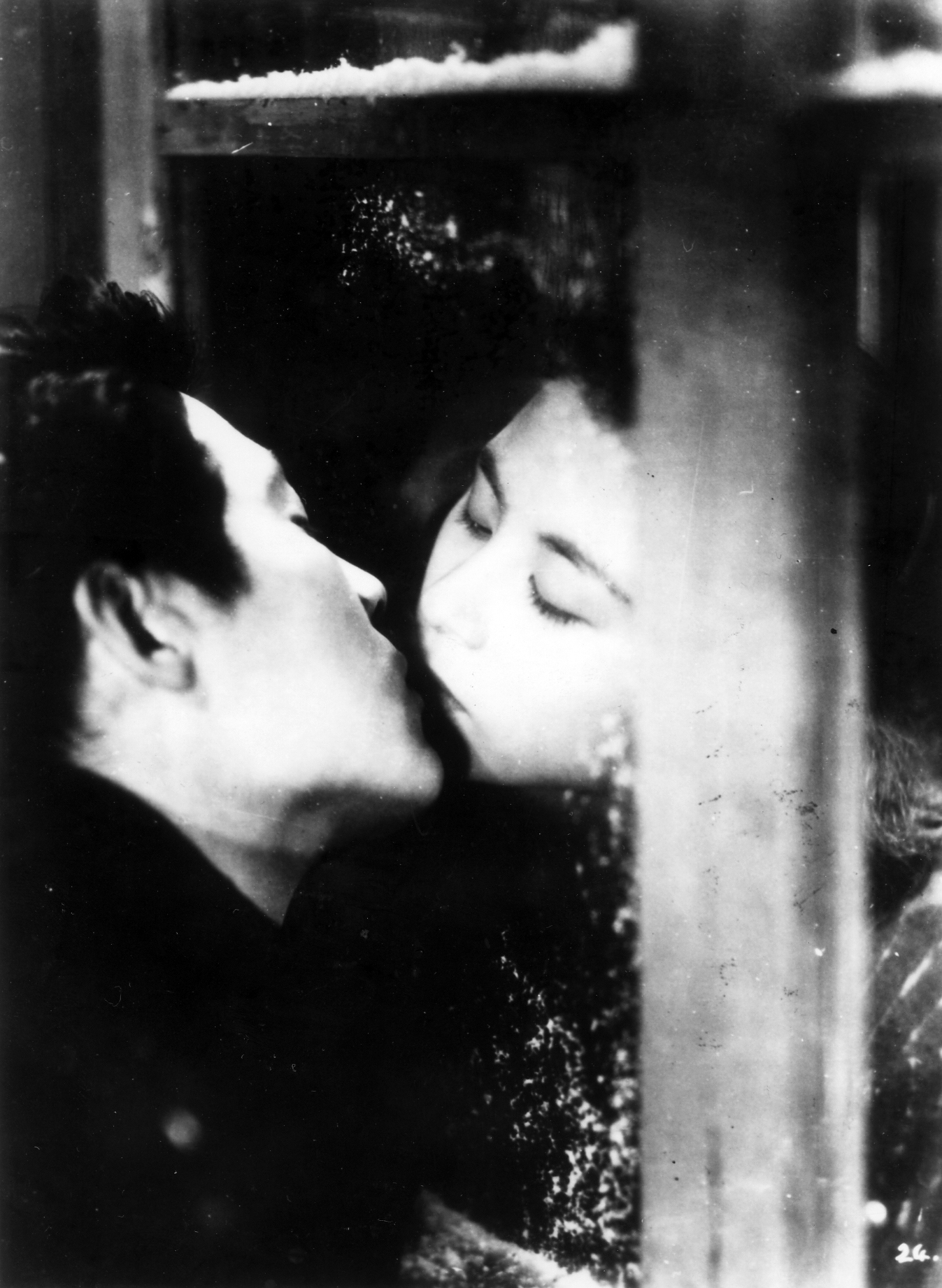
Yoshiko Kuga y Eiji Okada en una escena de la película

- Hayashi Koichi como un estudiante amigo de Saburo
- Hiroshi Akutagawa como un estudiante amigo de Saburo
- Akira Ōizumi como un estudiante amigo de Saburo
- Hiroshi Kondō como un estudiante amigo de Saburo
- Yoshie Minami como la Sra. Taketori

## Recepción
Según el crítico de cine japonés Akira Iwasaki:

La película representa vívidamente el hermoso amor de la juventud floreciente, un amor sobre el cual se cernía la oscura sombra de la guerra, el fascismo y los ataques aéreos. Y por eso, todos, naturalmente, sintieron la crueldad y la inexorabilidad de la guerra, pisoteando a la bella joven, privándola de la vida. El amor puro de Saburo y Keiko, su beso de despedida a través del cristal es una de las mejores escenas de la película. Cabe destacar especialmente que la película apela a los sentimientos del espectador, lo impregna del odio a la guerra, no con la ayuda de razonamientos, enseñanzas y llamamientos, sino con la ayuda de medios artísticos perfectos.

## Premios
Premios Blue Ribbon
- Mejor Película
- Mejor Director: Tadashi Imai

Premios Kinema Junpo
- Mejor Película

Premios Mainichi
- Mejor película